# Visconde de Atouguia
Visconde de Atouguia é um título nobiliárquico criado pela Rainha D. Maria II de Portugal, por Decreto de 15 de Março de 1853, da rainha D. Maria II de Portugal, em favor de António Aloísio Jervis de Atouguia.

## Titulares
| Nome                                           | Retrato | Nascimento | Casamentos | Morte                              |
| ---------------------------------------------- | ------- | --- | ---------- | ---------------------------------- |
| António Aloísio Jervis de Atouguia 1853–1861 . |         | 7 de julho de 1797 Funchal, Madeira filho de Manuel de Atouguia Jervis e de Antónia Joana do Carvalhal Esmeraldo | ? ? filhos | 17 de maio de 1861 Lisboa idade 63 |

1. António Aloísio Jervis de Atouguia, 1.º Visconde de Atouguia;
2. Rui Jervis de Atouguia Ferreira Pinto Basto, 2.° Visconde de Atouguia;
3. António Jervis de Atouguia Ferreira Pinto Basto, 3.º Visconde de Atouguia.

Após a Implantação da República Portuguesa e o fim do sistema nobiliárquico, usaram o título: 
1. Rui de Sequeira Manso Gomes Palma Jervis de Atouguia Ferreira Pinto Basto, 4.º Visconde de Atouguia;

1. Manuel Pepulim Jervis de Atouguia, 5.º Visconde de Atouguia.